# 欠壓鎖定
欠壓鎖定（Undervoltage-Lockout）簡稱UVLO，是電子設備中在電源電壓低於正常工程準位時，切斷電源的保護功能，目的是避免因電壓過低讓系統有非預期行為。例如電池供電的嵌入式系統中，就會用UVLO監控電池電壓，若電壓低於一定值，會直接切斷電源，避免電池深度放電。有些功能可能還會加上一個較高的電壓準位，電壓高於此準位時自動開機。 

## 用途
以下是一些常見的用途：
- 鎮流器中就有UVLO電路，若電壓過低時直接切斷電源[2]
- 開關模式電源，若系統電源的输出阻抗大於稳压器的輸入阻抗時，需要用有遲滯現象的UVLO，避免到穩壓器進入穩態之前的振盪，以及設備可能有的誤動作[3][4]。